# Bion de Borysthène
Pour les articles homonymes, voir Bion.
 (juillet 2016).
Si vous disposez d'ouvrages ou d'articles de référence ou si vous connaissez des sites web de qualité traitant du thème abordé ici, merci de compléter l'article en donnant les références utiles à sa vérifiabilité et en les liant à la section « Notes et références ».
Bion dit Βορυσθενίτης (« Borysthénite ») est un philosophe cynique du IIIe siècle av. J.-C. originaire de Borysthène (colonie d'Olbia pontique à l'embouchure du fleuve Borysthenes).
Il excella surtout dans la satire, n'épargnant aucun lieu commun ni aucune des croyances ou superstitions de son temps. Ses contemporains le considéraient comme athée et Diogène Laërce le comptait parmi les Sophistes. Il est considéré comme le fondateur du genre littéraire de la diatribe qui servit utilement la diffusion de la philosophie populaire. Il entreprit d'accommoder le cynisme à l'hédonisme de Théodore de Cyrène. Il prit violemment parti contre les pratiques religieuses et enseigna que la mort amène l'anéantissement de l'âme.

## Biographie
Bion, que l'on disait scythe, était en fait le fils d'un citoyen grec libre et d'une prostituée lacédémonienne, mais tous les membres de sa famille furent vendus comme esclaves, sanction infligée à la suite d'un manquement, peut-être financier, du père. Bion se trouva alors au service d'un rhéteur, dont il hérite. Après avoir mis le feu à la bibliothèque de son ancien maître, qu'il estimait pleine de factures et de fadaises, il fuit à Athènes, où il se tourne vers les enseignements de la philosophie. Là, Bion n'est pas seulement séduit par la philosophie des Cyniques : il est d'abord disciple de Cratès et donc opposé aux idées de l'Académie de Platon, puis élève de l'école Cyrénaïque avec Théodore l'Athée, et enfin celles de Théophraste le Péripatéticien.
À la manière d'un sophiste itinérant, Bion a voyagé à travers la Grèce et la Macédoine, et a été admis à la cour du roi de Macédoine, Antigone II Gonatas, pendant une courte période. Il décida ensuite d'enseigner la philosophie pour son compte, quelque temps à Rhodes, et termina ses jours à Chalcis, en Eubée.
De ses nombreux ouvrages n'ont été conservés que quelques fragments et quelques maximes rapportées par divers auteurs. Selon lui, le mal, c’est de ne pouvoir supporter le mal. Il considérait la présomption comme un obstacle au progrès.
Dans ses Entretiens, d'après Diogène Laërce, il critiquait à la manière de Théodore l'Athée les idées que se faisaient les hommes des dieux. Il a attaqué les dieux, les musiciens, les géomètres, les astrologues, et les riches, et a nié l'efficacité de la prière. Il sembla dépouiller la foi envers les dieux, de toute connotation superstitieuse, du moins jusqu'à l'approche de sa propre mort.
Montaigne, dans ses Essais, devançant les critiques de "qui voudrait l'injurier" sur la base de "cette publique déclaration" de "l'histoire de [sa] vie", dit qu'il "embrasserait volontiers l'exemple du Philosophe" et cite longuement la réplique de Bion au roi Antigone qui "le voulait piquer sur son origine", rapportée par Diogène Laërce.

## Citations
- La route des enfers est facile à suivre : on y va les yeux fermés.
- L'impiété est la compagne ordinaire de la superstition.
- L'impiété est une mauvaise compagne de la sécurité, puisqu'elle la trahit toujours.
- L'avarice est la métropole du vice.
- Tu ne possèdes pas ta fortune, c’est elle qui te possède.
- (à un riche avare) Je suis bien embarrassé, car je ne saurais dire s’il t’est arrivé un grand malheur ou s’il est arrivé un grand bonheur à ton voisin.
- (à un envieux qui paraissait chagrin) Quand tu écouteras avec la même indifférence les injures et les compliments, tu pourras croire que tu auras fait des progrès en vertu.
- Honorons la vieillesse, puisque c'est le but auquel nous tendons tous.
- Doux Archytas, né des accords de la lyre, bouffi d’orgueil, 
Toi le plus habile homme en fortes querelles !
- Le mal, c’est ne pouvoir supporter le mal.
- Il est inutile de nous arracher les cheveux quand nous sommes plongés dans la douleur ; en pareil cas, la calvitie n'est point un remède efficace.
- Dans le monde, celui qui veut être le plus heureux est celui qui a le plus de mal[6].
- Si tu épouses une laide, tu seras peiné ; si tu épouses une belle, tu seras berné.
- S’il [Socrate] désirait Alcibiade et ne le toucha point, dit-il, il fut un sot, mais si au contraire il n’en avait réellement pas envie, il n’a rien fait d’extraordinaire[7].
- Les avares prennent soin de leurs biens comme s’ils étaient bien à eux, mais ils évitent de s’en servir, comme s’ils étaient les biens d’autrui.
- Alcibiade est coupable d’avoir, pendant sa prime jeunesse, détourné les hommes de leurs femmes, et, dans son adolescence, détourné les femmes de leurs maris.
- Lorsqu'on joue et qu'on est content, il faut avoir affaire à des gens qui jouent aussi et sont joyeux, non point comme dans ce genre de jeu dont parlait Bion : « Les gamins se font un jeu de lancer des pierres aux grenouilles, mais les grenouilles, elles, en meurent vraiment, et non par jeu »[8] !

## Fragments thématiques de son œuvre
Sur le théâtre de la vie :
- D'après l'auteur du IIIe siècle av. J.-C. Télès, 2, 5 : « De même qu’il faut, pour le bon acteur, bien jouer son rôle quel que soit celui que lui ait attribué le poète, de même pour l’homme de bien, quel que soit celui que lui ait attribué la Fortune. C’est elle en effet qui, telle une poétesse, attribue tantôt un premier rôle, tantôt un second rôle ; tantôt un rôle de roi, tantôt un rôle de mendiant. Ne t’avise donc pas, si tu es le second rôle, de vouloir le premier rôle : si tu t’y risques, ta prestation sera inappropriée[9] »
- Idem d'après Télès, 6, 52 : « La Fortune, comme une poétesse, crée des rôles de toutes sortes : le rôle du naufragé, du mendiant, de l’exilé, de l’homme connu, de l’homme inconnu. L’homme de bien doit donc bien jouer le rôle qu’elle lui a attribué, quel qu’il soit. Tu es devenu naufragé : joue bien le naufragé ; tu es devenu pauvre, de riche que tu étais : joue bien le pauvre. »
- Ibidem d'après Télès, 2, 16 : « De même qu’un bon acteur joue bien le prologue, bien le milieu et bien le dénouement de la pièce, de même l’honnête homme joue bien le début, bien le milieu et bien la fin de la vie. »

Sur la Mort :
- « Deux choses peuvent nous renseigner sur la Mort, le temps avant notre naissance, et le sommeil[10]. »

Sur l'aspect de Dieu :
- Son argument pour connaître les dieux, selon une démarche dialectique : « Nous disons que chaque forme d'être a sa forme propre dans le genre qui lui est propre et de façon générale ce n'est pas là un cas unique puisque c'est le cas des objets de la perception sensible, et de ceux que l'on ne saisit que par l'intelligence »[11]. Par cet argument, il tend à penser que Dieu possède une apparence spécifique, et sans aucune comparaison avec les hommes.

### Fragments
- J. F. Kindstrand, Bion of Borysthenes, Uppsala, 1976.
- Léonce Paquet, Les cyniques grecs, Fragments et témoignages, Livre de poche, 1992.
- Pedro Pablo Fuentes González, Les diatribes de Télès coll. « Histoire des doctrines de l’Antiquité classique », Paris, Vrin, 1998, 640 p. (introduction, texte revu, traduction et commentaire des fragments, avec en appendice une traduction espagnole).  (ISBN 978-2-7116-1350-2)